# 褚圣麟
褚圣麟（1905年11月29日—2002年3月26日），男，浙江杭州人，中国物理学家，北京大学教授，曾担任北京大学物理系主任近三十年。

## 生平
褚圣麟1905年出生于杭州。1927年毕业于之江大学物理系后，赴燕京大学研究院就读并于1931年获硕士学位。1931年至1933年间在岭南大学任教。此后赴美国留学，就读于芝加哥大学物理系，师从著名质谱学教授亚瑟·登普斯特（英語：Arthur Jeffrey Dempster）。1935年以名为《高频火花放电的阳离子射线分析》获博士学位。毕业后回国继续在岭南大学任教。抗日战争期间前往昆明，期间曾在迁至昆明的国立北平研究院、国立同济大学任教。其后又北上，任教于燕京大学。1941年日军进入燕园后被迫离校，于1942年初前往辅仁大学数理系任教。抗战结束后回燕京大学，1946年兼任物理系主任。中华人民共和国成立后，又历任燕京大学理工学院院长、副教务长等职。1952年院系调整后，出任北京大学物理系主任，在任长达30年之久。他于1979年出版的《原子物理学》一书被指定为高等学校推荐用书。1982年改任北京大学物理系学术委员会主任。1987年后退休。2002年3月26日逝世。

## 社会兼职
曾任中国民主同盟中央委员会委员、北京市政协第五届委员等职。

## 家庭
独生子褚克宏，北京大学物理系毕业，美国国家加速器实验室（SLAC）工程师。媳妇齐辉，北京大学物理系毕业